# Električni naboj
Eléktrični nabôj (v fiziki navadno kar naboj, v elektrotehniki pogosto elektrina) je ena temeljnih značilnosti snovi. Naboj je mera za izdatnost izvorov električnega polja. Na telesa z nabojem deluje elektromagnetno polje, obenem pa so tudi izvor tega polja. Interakcija med nabojem in elektromagnetnim poljem je ena od štirih osnovnih sil, ki nastopajo v naravi. Naboj v fiziki se navadno označuje s črko e ali najpogosteje v elektrotehniki, pa velikokrat tudi v fiziki s q.
Naboj je lahko pozitiven ali negativen. Silo med dvema točkastima nabojema podaja Coulombov zakon.
Naboj se lahko neposredno meri s pripravo, imenovano elektrometer. Izpeljana enota mednarodnega sistema enot za merjenje naboja je coulomb (označba C). Naboj prostih delcev vedno nastopa v mnogokratnikih osnovnega naboja, medtem ko je naboj kvarkov mnogokratnik tretjine osnovnega naboja.
Naboj je skalarna količina, njena razsežnost je:
{\displaystyle e=I\cdot T\!\,,}
kjer je {\displaystyle e\!\,} električni naboj, {\displaystyle I\!\,} električni tok in {\displaystyle T\!\,} čas.

## Zgodovina
Prvi zapisi o naboju izvirajo iz Antične Grčije. Pri poskusih z jantarjem so ugotovili, da ta privlači lahke predmete, kot so lasje, če ga poprej podrgnejo s krznom. Ob dovolj vztrajnem drgnjenju so lahko dosegli celo, da je preskočila iskra. Spomin na začetke elektrike je ohranjen v sami besedi: ήλεκτρον: ēlektron, kar v grščini pomeni jantar.
Preučevanje elektrike se je razmahnilo v 18. stoletju. Eden prvih sodobnih raziskovalcev elektrike, Benjamin Franklin, je opazil tudi različen predznak naboja, in brez posebnih argumentov označil naboj, ki nastane na stekleni palici, ko jo drgnemo s svilo, za pozitivni, naboj na jantarni palici, drgnjeni s krznom, pa za negativni. Tak dogovor v elektrotehniki še vedno velja.